# Парк Сари Д. Рузвельт
Парк Сари Делано Рузвельт (англ. Sara Delano Roosevelt Park) — це парк площею 32 000 м2 у Нижньому Іст-Сайді боро Нью-Йорка на Мангеттені. Парк, названий на честь Сари Рузвельт (1854–1941), матері президента Франкліна Делано Рузвельта. Простягається з півночі на південь уздовж семи кварталів між Іст-Х’юстон-стріт у Нижньому Іст-Сайді та Канал-стріт у Чайна-тауні, межує з Крісті-стріт на заході, і Форсайт-стріт на сході. Парк управляється та підтримується Департаментом парків і відпочинку Нью-Йорка.
Парк перетинає Стентон, Рівінгтон, Брумі, Хестер-стріт між Крісті-стріт та Форсайт-стріт, а також перетинає Делансі та Гранд-стріт.

## Історія
Раніше це місце займали житлові будинки, а до цього — афроамериканське поховання. Колись його частиною було голландське реформатське церковне кладовище.
Землю спочатку придбало місто Нью-Йорк у 1929 році з метою розширення вулиць Крісті та Форсайт та будівництва недорогого житла, але замість цього використовувалося під парк. Парк був названий на честь Сари Рузвельт, матері Франкліна Д. Рузвельта, у березні 1934 року, незважаючи на її письмові заперечення. Парк було завершено у вересні 1934 року. Він був розроблений під керівництвом нещодавно призначеного уповноваженого з парків Роберта Мозеса, ландшафтного архітектора Гілмора Д. Кларка та архітектора Аймара Ембері II. Оригінальний дизайн робив наголос на спортивних майданчиках і місцях для «активного відпочинку» для дітей, таких як дитячі басейни, з окремими зонами для хлопчиків і дівчаток.